# لقاء تعز الحديدة 1973
لقاء تعز الحديدة 1973 هو لقاء حصل في 10 - 12 نوفمبر 1973 جمع سالم ربيع علي رئيس جمهورية اليمن الديمقراطية الشعبية الذي زار شمال اليمن بالقاضي عبد الرحمن الإرياني رئيس الجمهورية العربية اليمنية وكان اللقاء بشأن استكمال الخطوات نحو تحقيق الوحدة اليمنية 

## نص البيان
| لقاء تعز الحديدة 1973 | في الفترة من 16 شوال 1393هـ الموافق 10/11/1973م إلى 18 شوال 1393 هـ الموافق 12/11/1973م قام سيادة الأخ/ سالم ربيع علي رئيس مجلس الرئاسة في الشطرين الجنوبي من الوطن بزيارة للشطر الشمالي على رأس وفد رفيع المستوى يرافقه عدد كبير من المدنيين والعسكريين وقد أجريت لسيادته مراسم استقبال رسمي حيث خرج لاستقباله فخامة الرئيس القاضي عبد الرحمن بن يحيى الإرياني رئيس المجلس الجمهوري إلى مركز الراهدة على رأس عدد كبير من المستقبلين وقد استقبل سيادته والوفد المرافق له استقبالا شعبيا في مدينة تعز وقد عقد الرئيسان اجتماعين مغلقين ناقشا خلالهما التطورات اليمنية والعربية والعالمية واتفقا في التحليل حول كافة القضايا المطروحة على بساط البحث والنقاش، وقد اتفقا الرئيسان على أهمية أيجاد صيغ مشتركة على صعيد الاقتصاد الوطني تمكن من اتخاذ خطوات عملية تخدم في الأساس الشعب اليمني وترفع من مستواه المعيشي. وقد أشاد الرئيسان بالدور البطولي الذي قامت به القوات المصرية والسوري والفلسطينية في المعركة لمواجهة العدو الغاصب. وفي يوم 17 شوال 1393هـ الموافق 11/11/ 1973م قام الرئيسان يرافقهما الوفدان من الشطرين بزيارة لمدنية الحديدة مارين بطريق البر وقد استقبلا استقبالا شعبيا حارا في كل المدن التي مرا بها في لواء الحديدة واستقبلا ومرافقيهما استقبالا شعبيا كبيرا في مدينة الحديدة، وقام سيادة الرئيس سالم ربيع علي والوفد المرافق له بعد الظهر بزيارة معلام المدينة والمشاريع التي تم إنشاؤها والمشاريع التي في طريقها إلى التنفيذ وقد أبدى سيادته إعجابه بهذه المنجزات. وفي مدينة الحديدة عقد الرئيسان اجتماعا مشتركا شارك فيه جانبي الشطرين في المحادثات وقد ناقش الرئيس والوفدان سير أعمال اللجان المشتركة المنبثقة عن بيان طرابلس المنعقدة في الفترة من 26 إلى 29 نوفمبر 1972م واستمع الرئيسان والوفدان المشاركان إلى تقرير مفصل للممثلين الشخصيين عن سير أعمال اللجان المشتركة وما أنجزته منذ لقاء طرابلس إلى ما بعد لقاء الجزائر واتفق الرئيسان على ضوء ذلك التقرير أن سير أعمال اللجان بسير بصورة مشجعة و كدا على تذليل الصعوبات التي قد تعترض مضى اللجان في أعمالها، وكلف الرئيسان ممثليهما الشخصيين ان يمضيا في العمل بموجب جداول زمنية يتفقان عليها بحي ما تقتضيه مصلحة الشعب اليمني وظروف البلد في الشطرين على ان يعرضا عيهما كل ما قد يعترض طريقهما أو طريق اللجان المشتركة من المصاعب ليعملا على تذليلها إيمانا منهما بضخامة المسئولية التاريخية. لقد أعرب الرئيس سالم ربيع علي رئيس مجلس الرئاسة في الشطر الجنوبي من الوطن والوفد المرافق له عن امتنانهم لما لا قوه من كرم الضيافة وحسن الاستقبال والحفاوة البالغة من اخوتهم في الشطر الشمالي. أن الرئيس القاضي عبدالرحمن بن يحيى الارياني رئيس مجلس الجمهورية والوفد المشارك معه في الاجتماع ليشكرون اخوتهم رئيس مجلس الرئاسة في الشطر الجنوبي والوفد المرافق له على مشاعرهم الطيبة ويعتبرون هذه الزيارة مبادرة حسنة نحو تحقيق ما تتطلع اليه جماهير الشعب اليمني قاطبه، وقد وجه الرئيس سالم ربيع علي رئيس مجلس الرئاسة إلى أخيه الرئيس القاضي عبدالرحمن الارياني الدعوة لزيارة الشطر الجنوبي وقد قبلت الدعوة بالتقدير والموافقة على أن يحدد موعدها فيها بعد . والله نسأل أن يسدد خطانا لما فيه خير الوطن والشعب اليمني. الرئيس سالم ربيع علي رئيس مجلس الرئاسة في الشطر الجنوبي الرئيس القاضي عبدالرحمن بن يحيى الارياني رئيس المجلس الجمهوري في الشطر الشمالي. | لقاء تعز الحديدة 1973 |